# Milan Hladký
Milan Hladký (7. listopadu 1925 Zborov nad Bystricou – 24. února 2013) byl slovenský a československý architekt, urbanista, bývalý politik Komunistické strany Slovenska, poúnorový poslanec Národního shromáždění ČSSR a Sněmovny lidu Federálního shromáždění, primátor Bratislavy a ministr vlády SSR.

## Život
Od roku 1951 působil jako pedagog na SVŠT v Bratislavě. V letech 1962–1964 byl hlavním architektem města Bratislavy. V letech 1964–1969 zastával post primátora Bratislavy. Za jeho působení v čele slovenské metropole byla roku 1966 vypsána soutěž na urbanistické řešení zástavby čtvrti Petržalka s předpokládanou populací 100 000 obyvatel. Šlo o největší podobnou zakázku v slovenských dějinách. Vlastní výstavba nové Petržalky probíhala až v 70. letech.
V letech 1963–1970 se uvádí jako účastník zasedání Ústředního výboru Komunistické strany Slovenska. Na sjezdu KSS v roce 1966 vystupoval jako člen ÚV KSS a do této funkce ho zvolil i mimořádný sjezd KSS v roce 1968. XIII. sjezd KSČ ho zvolil za člena Ústředního výboru Komunistické strany Československa. Vysočanský sjezd KSČ v srpnu 1968 ho ve funkci potvrdil. Na členství v ÚV KSČ rezignoval v lednu 1970.
Ve volbách roku 1964 byl zvolen za KSS do Národního shromáždění ČSSR za Západoslovenský kraj. V Národním shromáždění zasedal až do konce volebního období parlamentu v roce 1968. K roku 1968 se profesně uvádí jako primátor Bratislavy z obvodu Bratislava-Staré Mesto.
Po federalizaci Československa usedl roku 1969 do Sněmovny lidu Federálního shromáždění (volební obvod Bratislava-Staré Město), kde setrval do února 1970, kdy rezignoval na poslanecký post. Získal i vládní post v slovenské vládě Štefana Sádovského a Petera Colotky, v níž v roce 1969 působil jako ministr výstavby a techniky SSR.
Státní bezpečnost ho evidovala jako svého důvěrníka (krycí jméno Hanula).
V roce 1970 byl vyloučen z KSČ. Důvodem byly zejména postoje při invazi vojsk Varšavské smlouvy do Československa, kdy vedení Bratislavy okupaci odsoudilo. Později působil jako vedoucí ateliéru v Urbanistickém institutu pro rajónové plánování v Bratislavě. Ještě v roce 2002 Milan Hladký vzpomínal na své působení v čele Bratislavy.